# Idris dugandani
Idris dugandani är en stekelart som först beskrevs av Girault 1928.  Idris dugandani ingår i släktet Idris och familjen Scelionidae. Inga underarter finns listade i Catalogue of Life.